# Wolf Hobohm
Wolf Hobohm (* 8. Januar 1938 in Nordgermersleben; † 30. März 2020 in Weimar) war ein deutscher Musikwissenschaftler.

## Werdegang
Wolf Hobohm studierte an der Hochschule für Musik Franz Liszt in Weimar Musikpädagogik und später Musikwissenschaft an der Martin-Luther-Universität Halle-Wittenberg. 1960 machte Hobohm sein Staatsexamen in der Fachrichtung Schulmusik. Im selben Jahr bekam er eine Stelle an der Musikschule Osterburg. 1961 wechselte Hobohm an die Musikschule Magdeburg. Ab diesem Jahr gehörte er zum Arbeitskreis Georg Philipp Telemann. 1978 wurde er wissenschaftlicher Mitarbeiter des Zentrums für Telemann-Pflege und -Forschung. Von 1985 bis 2003 leitete er diese Einrichtung. Mit dieser Tätigkeit konnte er sich der Forschung über Georg Philipp Telemann widmen. 1982 promovierte Hobohm mit der Arbeit Beiträge zur Musikgeschichte Magdeburgs im 19. Jahrhundert.

## Schaffen
Neben seinen Arbeiten zur Telemannforschung veröffentlichte Wolf Hobohm verschiedene wissenschaftliche Werke zur mitteldeutschen Musikgeschichte des 18. Jahrhunderts und verwandten Themen. Hobohm war Herausgeber der Magdeburger Telemann-Studien, Georg Philipp Telemann: Musikalische Werke, sowie der Konferenzberichte der Internationalen Musik-wissenschaftlichen Konferenzen der Magdeburger Telemann-Festtage und gehörte zu den Autoren des Magdeburger Biographischen Lexikons. Des Weiteren war Hobohm Mitbegründer verschiedener Vereine, unter anderem des Landesmusikrates Sachsen-Anhalt (1990), der Internationalen Telemann-Gesellschaft (1991), des Musikrats der Landeshauptstadt Magdeburg (1992), der Melante-Stiftung (1993) und der Mitteldeutsche Barockmusik in Sachsen, Sachsen-Anhalt und Thüringen (1993/94).

## Auszeichnungen
2003 erhielt er den Georg-Philipp-Telemann-Preis der Landeshauptstadt Magdeburg. Am 3. November 2013 wurde ihm der Ehrenring der Stadt Magdeburg verliehen. Am 27. Oktober 2014 erhielt Hobohm das Bundesverdienstkreuz Erster Klasse.